# Eupnigodes megocephala
Eupnigodes megocephala är en insektsart som först beskrevs av Mcneill 1897.  Eupnigodes megocephala ingår i släktet Eupnigodes och familjen gräshoppor. Inga underarter finns listade i Catalogue of Life.